# 芝山巖學務部學堂
芝山巖學務部學堂又通稱為芝山巖學堂，是臺灣日治時期教育的濫觴。該學校創立於明治廿八年（1895年），直到次年（1896年）3月31日公布〈臺灣總督府直轄諸學校官制〉而設置「國語學校」與「國語傳習所」等學校後，原本的芝山巖學堂變成國語學校的附屬機構:94。
而約在芝山巖學堂設置的同一時期，臺灣一些地方政府也向總督府申請成立日本語學校以訓練出懂日語的臺灣人，其性質可說是速成的「語言補習班」:29。然而各校名稱不一，雖有一些近代學校的特徵，但稱不上有組織有系統的教授:29。這些日本語傳授機構在「國語傳習所」制度成立後，分別為各地的國語傳習所接收:29。

## 沿革
臺灣總督府民政局學務部臨時事務所於明治廿八年（1895年）6月26日從大稻埕遷到八芝蘭芝山巖後，於惠濟宮設立學堂:10:5、6:10。該學堂由學務部長伊澤修二主持，先後任命楫取道明、安積五郎、三宅恆德、關口長太郎、井原順之助、桂金太郎、平井數馬等人為學務部員，擔任教授等職。該學堂先後共招收了27名學生，依照入學時期分成甲、乙、丙三組:10。該年10月19日舉行第一期結業證書頒發典禮，有甲組6人與乙組朱俊英得到證書。這些畢業生後來多受雇於學務部。
次年（1896年）1月1日發生芝山巖事件，該學堂教職員在前往總督府賀年途中遇到抗日份子，遭到殺害:94。事後臺灣總督府擔心芝山巖一帶成為危險區域，便將學務部遷回民政局內辦公，同時停止學堂授課:94。但在學務部長伊澤修二的要求下，決定在該年2月21日重開學堂並建築新校舍:94。而後3月31日公布敕令第94號〈臺灣總督府直轄諸學校官制〉，於4月1日設立直轄國語學校:94。國語學校事務所設於芝山巖，原本的芝山巖學堂改為「國語學校附屬芝山巖學堂」，自5月15日起授課:94。

## 學生
| 組別 | 入學日期   | 學生                                                                                              |
| ---- | ---------- | ------------------------------------------------------------------------------------------------- |
| 甲   | 7月16日:94 | 潘光櫧、潘光明、潘迺文、潘光楷、陳兆鸞、柯秋潔:10。                                               |
| 乙   |            | 潘繼堂、郭廷獻、葉壽松、李逸濤、邱龍圖、張柏堂、劉明臣、張維潘、朱俊英、賴仰懷、吳明德、張經:10。 |
| 丙   |            | 施錫文、吳文明、柯秋金、柯秋江、林隆壽、余克讓、施錫輝、柯秋澄:10。                               |